# Ambachtseconomie
De ambachtseconomie is de sector binnen de economie waarin vakmensen met hun geschoolde handen producten of diensten verlenen om zich een bestaan te verwerven. Dus dat deel van de economie waarin ambachtelijke bedrijvigheid leidt tot toegevoegde waarde, inkomen en welvaart. Hierin onderscheidt de ambachtseconomie zich bijvoorbeeld van de industrie, het bank- en verzekeringswezen en de detailhandel. De ambachtseconomie maakt deel uit van de secundaire sector.

## Sectoren
Binnen de ambachtseconomie zijn verschillende sectoren te onderscheiden: 
- bouwambachten, zoals metselaar, timmerman, betonboorder, betonvlechter, schilder, stukadoor, dakdekker, voeger, straatmaker, glazenier
- gebouwverzorgende ambachten, zoals glazenwasser, schoonmaker, schoorsteenveger
- installatie en elektrotechniek, zoals loodgieter, cv-monteur, elektricien
- metaal- en houtbewerking en andere productieambachten, zoals bankwerker, lasser, meubelmaker, kleermaker, muziekinstrumentenmaker, leerbewerker, glasblazer
- reparatieambacht, zoals fietsenmaker, kledingreparatie, klokkenmakers, schoenmaker, automonteur
- gezondheidstechniek en uiterlijke verzorging, zoals opticien, audicien, tandtechnicus, kapper, pedicure, schoonheidsspecialiste
- voedingsambachten, zoals banketbakker, vakslager, ijsbereider
- creatieve en communicatie ambachten, zoals fotograaf, gameontwikkelaar, keramist, geluidstechnicus, pc-reparateur, webontwikkelaar, grafisch ontwerper

Ondanks de grote verscheidenheid hebben alle ambachten met elkaar gemeen dat het gaat om handwerk dat vooral in de praktijk onder deskundige leiding is geschoold. Omdat in Nederland, in tegenstelling tot bijvoorbeeld Duitsland, geen statistieken van de ambachtseconomie worden bijgehouden, is de omvang van de ambachtseconomie in Nederland niet precies bekend. Recente door het onderzoeksinstituut EIM gemaakte schattingen wijzen echter uit dat in Nederland bijna een miljoen mensen in een ambachtelijk bedrijf werken en dat er bijna een kwart miljoen van dergelijke ambachtelijke bedrijven zijn. Het gaat dus vooral om kleine, arbeidsintensieve bedrijven. Samen vormen zij echter een omvangrijke sector, die in de eredivisie van onze economie speelt. In Duitsland heten de ambachten mede daarom de ruggengraat van de economie: het zijn 'die Macher', de makers, ook de kraamkamers van de industriële innovatie. Ambachtelijke vakmensen blijken ook in economische crises relatief het minst te lijden te hebben daarvan, zo blijkt uit de statistieken.

## Geschiedenis
De term 'ambachtseconomie' is in 2009 door het Hoofdbedrijfschap Ambachten gelanceerd om te onderstrepen dat de ambachten in Nederland een economische factor van belang zijn die onmisbaar zijn in de hedendaagse samenleving. Doel van de actie is dat Nederland ook in de toekomst over voldoende ambachtelijke vakmensen kan blijven beschikken. Sinds 2016 vervult AmbachtNederland een rol in het versterken de ambachtseconomie. Dit doen zij door ambachtelijk ondernemers op te leiden via de Ambachtsacademie en ambachten zichtbaar te maken op Gemaakt in Nederland.